# Scopula brunnescens
Scopula brunnescens là một loài bướm đêm trong họ Geometridae.